# Nördlicher Halsbandlemming

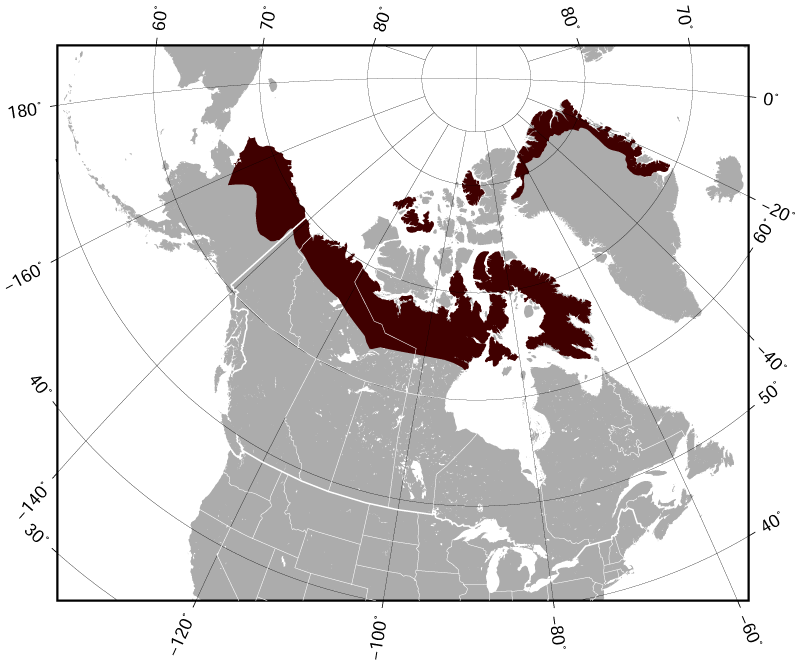
Verbreitungsgebiet des Nördlichen Halsbandlemmings

Der Nördliche Halsbandlemming (Dicrostonyx groenlandicus) ist ein Nagetier in der Unterfamilie der Wühlmäuse.

## Merkmale
Die Art erreicht eine Kopf-Rumpf-Länge von 100 bis 157 mm, eine Schwanzlänge von 10 bis 20 mm sowie ein Gewicht von 30 bis 112 g. Vor dem Winter können verschiedene Exemplare ihr Gewicht verdoppeln. Der Nördliche Halsbandlemming hat ein hellgraues Sommerfell, das hellbraune oder rotbraune Schattierungen aufweisen kann. Typisch für die Art sind dunkle Streifen, die in ihrer Länge variieren oder die stark verwaschen sind. Bei einigen Exemplaren kommt nur ein dunkler Aalstrich vor. Das Winterfell ist wie bei den anderen Halsbandlemmingen vollständig weiß. Weiterhin bildet der Nördliche Halsbandlemming vor dem Winter gegabelte Krallen aus, die das Graben im Schnee erleichtern. Die Art unterscheidet sich von anderen Halsbandlemmingen durch eine schmalere Schnauze, geradere Schneidezähne und kürzere Hinterfüße.

## Verbreitung
Das Verbreitungsgebiet liegt in der Arktis in Grönland, in Nordkanada sowie im Norden Alaskas. In Gebirgen im Grenzgebiet zwischen Kanada und Alaska kann die Art oberhalb der Baumgrenze angetroffen werden. Der Nördliche Halsbandlemming hält sich im Sommer auf trockenen und teilweise felsigen Anhöhen auf und bewohnt im Winter schneebedeckte Grasflächen.

## Lebensweise
Der Nördliche Halsbandlemming gräbt seinen Bau im aufgetauten Boden oder in der Schneedecke. Der Bau besteht gewöhnlich aus einem bis zu 6 Meter langen Tunnel mit einem Durchmesser von bis zu 20 cm, sowie aus einer abschließenden Kammer, die mit Heu gepolstert wird. Als Nahrung dienen je nach Jahreszeit Gras, Zweige, Blüten, Früchte oder Knospen. Exemplare in Gefangenschaft konnten erfolgreich mit Pilzen und Moos gefüttert werden. Aufgrund der Gebissform wird angenommen, dass die Art auch Insekten frisst. Dafür fehlen bisher die Belege.
In der Wildnis haben Weibchen meist drei Würfe zwischen Januar und September. Nach einer Trächtigkeit von 19 bis 21 Tagen werden 1 bis 11 Jungtiere geboren. Diese wiegen bei Geburt durchschnittlich 3,8 g. Sie werden 15 bis 20 Tage gesäugt und erreichen die Geschlechtsreife nach etwa 40 Tagen (Weibchen) bzw. 85 Tagen (Männchen). Laut einer anderen Quelle beträgt die mittlere Anzahl Würfe pro Jahr 8,5 sowie die durchschnittliche Anzahl der Jungtiere pro Wurf 3,4. Wie bei anderen Lemmingen kommen über mehrere Jahre auffällige Bestandsschwankungen vor.
Einzelne Individuen erreichten in Gefangenschaft ein Alter von 3,3 Jahren. In der Natur lebt der Nördliche Halsbandlemming selten länger als ein Jahr.

## Status
Die Art hat eine Reihe natürlicher Fressfeinde wie Eulen, Greifvögel, Möwen, Füchse, Wölfe, Vielfraße oder Eisbären. Das Winterfell wird von den Eskimos zur Ausschmückung der Kleidung benutzt.
Für den Gesamtbestand liegen keine nennenswerten Bedrohungen vor. Die IUCN listet den Nördlichen Halsbandlemming als nicht gefährdet (Least Concern).